# Rio Catu
O rio Catu é um rio brasileiro que banha o litoral do estado do Ceará. Intermitente e com bacia de pequeno porte (165,77 km²), com escoamento ocorrendo principalmente durante o período chuvoso, o Catu tem barragens ao longo de seu curso, como a do Catu Cinzento, que permite que ele se apresente de forma semiperene ao longo do ano. O termo Catu significa "[de água] boa" em língua tupi.
O Catu nasce no município de Horizonte, a aproximadamente 30 km do litoral cearense, passando logo após a banhar o município de Aquiraz até desaguar no oceano Atlântico no distrito de Prainha, no referido município. Sua foz, represada pelas dunas, forma um estuário de superfície expressiva (47,5 km²), atingindo 14 quilômetros a montante desde a desembocadura.
Apesar de sua importância, há décadas que este rio vem sofrendo descaracterização de suas margens em virtude das construções irregulares originada pela crescente antropização.

## Galeria

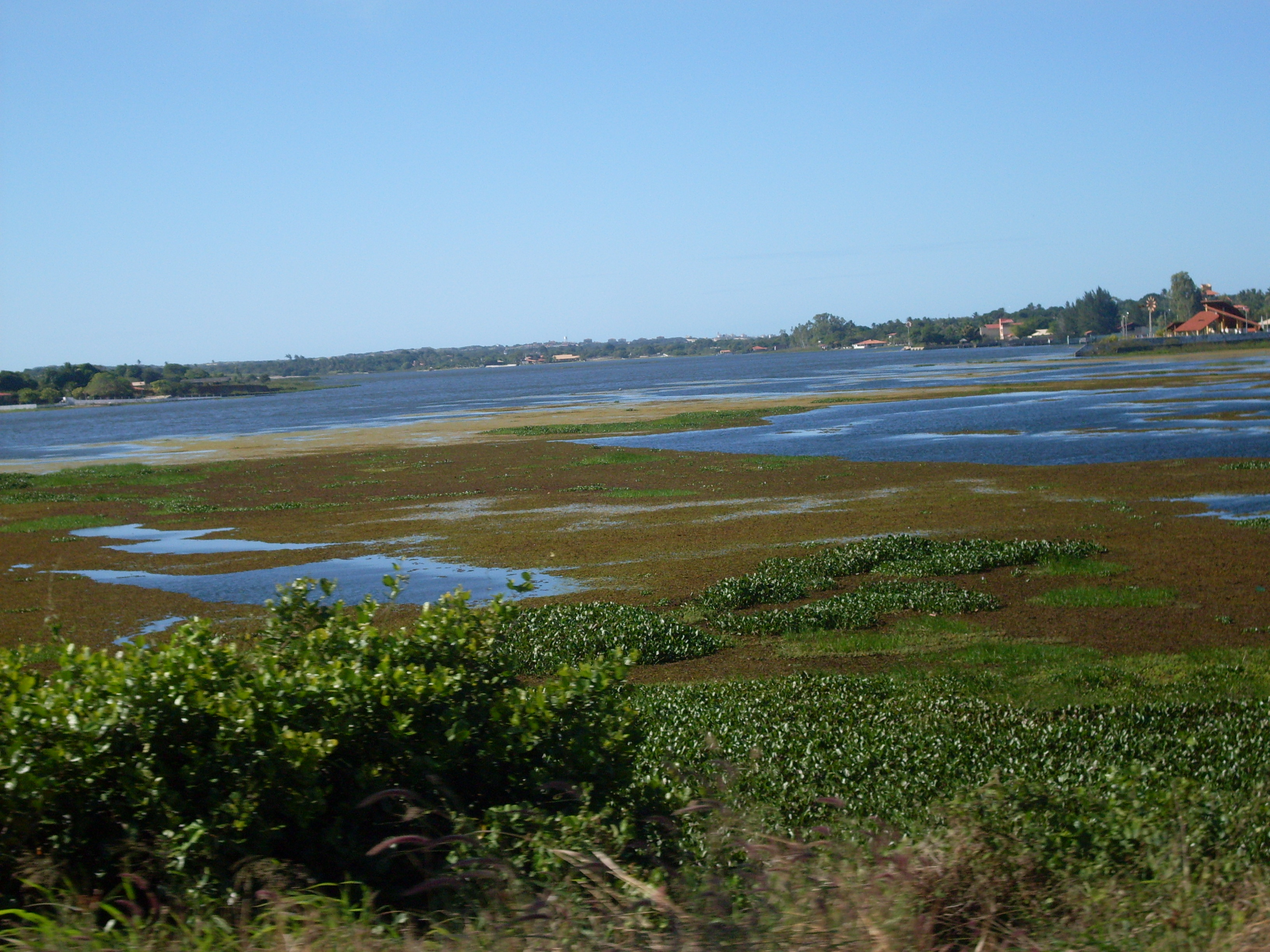
Trecho do Catu